# Samuel Thomas Evans
Sir Samuel Thomas Evans (født 4. maj 1859 i Neath, Glamorganshire, død 13. september 1918 i Brighton) var en britisk jurist.
Evans blev advokat 1891 og var liberal underhusmedlem 1890-1910, derunder en blandt de walesiske radikalers ledere. Han blev 1908 solicitor general i Asquiths ministerium og fik da knightværdighed samt udsås 1910 til præsident i Probate, Divorce and Admiralty Division af High Court of Justice. Dit henvistes efter første verdenskrigs udbrud (1914) alle prisesager, og som prisedomstolens præsident viste Evans stor dygtighed i at til den britiske krones fordel på bekostning af neutrale landes interesser tillempe ældre tiders søretsregler på det moderne sø- og handelskrigs forhold.